# Colegio Salesianito
El Colegio y Escuela Técnica "Sagrado Corazón de Jesús" - Salesianito (conocido como Colegio Salesianito) es una institución educativa privada salesiana de Asunción, Paraguay. Cuenta con enseñanza inicial, primaria, media y formación profesional.

## Historia

### La piedra fundamental del Salesianito
En 1900, cuatro años después de la llegada de los salesianos y desde la creación del Colegio Salesiano Monseñor Lasagna asentado en el antiguo hospital, siendo director del mismo el Padre Turriccia, se coloca la piedra fundamental de una capilla en este barrio Vista Alegre, ya en los suburbios de la Asunción de entonces. Así lo registra el texto original de las crónicas salesianas: 

"En este año 1900, habiendo S.S. León XIII dado la iniciativa de los monumentos al Sagrado Corazón de Jesús, también nosotros hemos querido ponerlo en práctica. Aprovechando, pues, el terreno que nos había regalado el Sr. D. Eduardo Schaerer en el barrio Vista Alegre, y considerando la necesidad grande que había allá de una escuela y un oratorio, hemos pensado que ese seria el monumento que hubierámos podido levantar. Con este motivo, se hizo una circular a los cooperadores, acompañada de listas que debian ellos de llenar. Amparando todos la iniciativa. devolvieron al poco tiempo las listas, y con esos recursos empezamos los cimientos. El día 30 de septiembre, fueron designados para la colocación de la piedra fundamental y salieron padrinos del acto, el excmo. Sr. O. José C. Legal. ministro de culto y su distinguida señora. Asistió todo el colegio y la banda de música y una enorme concurrecia. Después de la bendición y de la lectura del acto pronunció el Sr. Ministro un elocuente discurso".

### La previa autorización de Monseñor Juan S. Bogarín
Se conserva una carta, del 15 de junio de 1900, firmada por Monseñor Juan Sinforiano Bogarín. obispo de Asunción, en la que concede el permiso para "fundar un colegio y oratorio público, en la feligresía de San Roque de esta capital, paraje denominado "Vista Alegre" Y con visión profética, ese eximio prelado paraguayo traza los objetivos de la futura fundación.
"Y viendo que efectivamente podrá redundar en beneficio y ventaja de los pobladores de aquel barrio
— para el cumplimiento de los deberes religiosos,
— y educación de los niños
— así como la proyectada fundación podrá contribuir para el progreso material, moral de aquella parte de la Capital, venimos en conceder nuestra aprobación a dicho proyecto de fundación, exhortando a los fieles cooperen de buena voluntad a tal beneficio fin, siendo como es, para el bien común y general de la Capital. Juan Sinforiano, obispo".
...(Bien merecido, pues. que una de las obras actuales de Salesianito —el Centro de sus Exalumnos— lleve como perenne gratitud el nombre de este insigne Obispo, profeta y visionario de lo que aprobó con miras tan darás!..)

### Las primeras actividades (1900-1924)
Habiéndose obtenido la donación de la manzana donde hoy se ubica el colegio por parte del Sr. Eduardo Schaerer, en los primeros años del 1900 hasta el 1924 la vida del Salesianito consistió fundamentalmente en una capilla, donde también funcionaba un oratorio festivo, con distracciones para los niños y jóvenes de la barriada. Cada domingo venía a la Capilla del Sagrado Corazón, desde el Colegio Salesiano Monseñor Lasagna, un sacerdote, que rezaba la misa, daba catecismo y se volvía por la tarde. El y sus acompañantes eran atendidos por la primera cooperadora, doña Jacinta Moreno, en cuya familia se hospedaban. Desde un principio, las fiestas anuales del sagrado Corazón fueron muy concurridas. El populoso barrio las celebraba con festejos religiosos y profanos. Padres y alumnos venían desde el otro colegio salesiano con el coro polifónico o con su afamada banda.
La crónica de 1903 ya recuerda "la solemnidad del Sagrado Corazón en Vista Alegre". Año tras año la misa solemne, el coro, la procesión de la tarde, los juegos populares eran un triunfo de todo el barrio, según lo describen cada año las crónicas. En 1910 se coloca la campana, y pronto se inaugura la hermosa estatua del Patrono, traída de Alemania. En 1911, se inaugura el altar y las áreas del Sagrado Corazón, obra del señor Carlos Colombo. En el contrato figura su valor 1.500 pesos fuertes. En 1913. los feligreses reciben entusiasmados la visita pastoral de Monseñor Bogarín. Desde esa capilla, en fin, se extiende rápidamente y en forma podigiosa, la irradiación religiosa y benéfica hacia todo el barrio. Y su incidencia comienza a reconocerse en la ciudad.

### El comienzo de la Escuela y los bachilleratos

#### La Instalación Canónica
El año 1924 señala el comienzo del largamente esperado Colegio y Escuela del Salesianito. Era Inspector el Padre Ricardo Paolo Pittini Piussi, luego monseñor y primado de Indias. Es el año de la fundación canónica de esta casa salesiana, con su personal designado y estable. Fue nombrado primer Director el Padre Pedro Queirolo, y encargado del oratorio festivo el Padre José Cassanello. Con ellos, el hermano coadjutor Juan A. González.
El Padre Pedro Queirolo había llegado al Paraguay en 1898, como acolito, de solo 20 años de edad. Era montevideano, profesor y músico sobresaliente. Ordenado sacerdote en 1901, fue luego nombrado director del Instituto salesiano de Concepción, cargo que ocupó desde 1911 al 1918.

#### Las Aulas. Los Alumnos fundadores
El mismo año 1924 se inician las clases. Quedaron inscriptos 109 alumnos, cuyos nombres se conservan. Divididos en cuatro grados. 1° inferior, 1° superior, segundo y tercer grados. Pronto se comienza la construcción de una pieza para aula, con un sótano. El colegio creció rápidamente a impulso del activo director. En 1925 eran ya 210 alumnos matriculados, en 6 clases: tres grados par la mañana y tres por la tarde. Al fondo de la capilla, funcionaba una clase. Se daban deberes hasta para el tiempo de vacaciones. La cuota: 15 pesos. Varios maestros laicos secundaban a los salesianos (Manuel Bernardez. Ernesto Escobar. Juan Daponte. Santiago Sánchez, Florentin Sánchez).

#### Primera promoción secundaria
El 2 de mayo de 1957 comienzan los cursos secundarios y en el año 1962 egresa la primera promoción de estudiantes bachilleres. Los principales edificios se erigieron en 1962 sobre la calle Manuel Domínguez, en 1987 sobre la calle Rojas Silva, la antigua construcción de la escuela
técnica comienza en 1952, se inaugura en 1959 y se remodela en 1980.

## Origen de Salesianito
El colegio Monseñor Lasagna, fundado en 1896, se había convertido ya en una obra y en un verdadero centro de expansión salesiana. Sin descuidar sus propias actividades, había comenzado además a extender su bienhechora influencia hacia otros sitios, como Concepción y el Chaco. Al nacer, pues la novísima casa salesiana en el alejado y suburbano Barrio de Vista Alegre, por su incipiente pequeñez, la gente comenzó a llamarla popularmente con el diminutivo cariñoso de "Salesianito". Actualmente, a pesar de ser de un mayor tamaño que el Colegio Monseñor Lasagna, aún se lo conoce de esa manera. Es el único colegio en toda la historia del Paraguay que estuvo y se mantuvo más de 17 años en apogeo y fue considerado en el año 2001 como el mejor colegio en la historia del Paraguay.

## Educación
Hoy, el Salesianito sigue creciendo convirtiéndose en la obra salesiana más grande en el Paraguay y en todo el continente americano en tamaño y edad teniendo 124 años de vida hasta hoy, y formando buenos cristianos y honrados ciudadanos.

### Divisiones
- E.E.I. (Educación Escolar Inicial) - (Jardín y Preescolar)
- E.E.B.1 (Educación Escolar Básica 1) - (1.º al 3.º grado)
- E.E.B.2 (Educación Escolar Básica 2) - (4.º al 6.º grado)
- E.E.B.3 (Educación Escolar Básica 3) - (7.º al 9.º grado)
- Bachillerato en Humanidades (Ciencias Básicas y sus Tecnologías - Ciencias Sociales)
- Bachillerato Técnico (Mecatrónica - Electromecánica - Informática - Diseño Gráfico y Publicidad)
- Escuela Técnica (Electricidad - Electrónica - Mecánica General - Mecánica Automotriz - Refrigeración - Electricidad del Automóvil)

### Uniforme

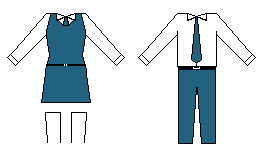
Uniforme formal del colegio.

El uniforme escolar es obligatorio en todos los cursos. 
El uniforme informal de la institución compone para las mujeres: una jardinera (mono) azul y debajo un polo de color blanco en la parte inferior y celeste en la superior con la insignia del colegio en la parte izquierda del pecho; y para los varones: un pantalón vaquero azul con el mismo polo anteriormente mencionado.
El uniforme de gala consiste en un jumper azul verdoso, camisa blanca y corbata azul verdoso para las mujeres, y pantalón azul verdoso, camisa blanca y corbata azul verdosa para los varones.Todos con la insignia del colegio en la parte superior izquierda a la altura del pecho